# Dragon Eyes
Pour plus de détails, voir Fiche technique et Distribution.
Dragon Eyes (ou Les Yeux du dragon au Québec) est un film américain réalisé par John Hyams, sorti en 2012.

## Synopsis
Hong se donne pour mission de protéger la ville de Saint-Jude. Il est prêt à combattre pour la sauver des trafiquants de drogue et des corrompus qui la détruisent.

## Fiche technique
- Titre : Dragon Eyes
- Réalisation : John Hyams
- Scénario : Tim Tori
- Musique : Michael Krassner
- Photographie : Stephen Schlueter
- Montage : Andrew Bentler, Andrew Drazek et Jon Greenhalgh
- Production : Alan Amiel, Joel Silver et Courtney Solomon
- Société de production : After Dark Films, Signature Entertainment, Autonomous Films, Dark Castle Entertainment, Signature Pictures et Silver Pictures
- Société de distribution : After Dark Films (États-Unis)
- Pays de production :  États-Unis
- Genre : Action, policier, drame et thriller
- Durée : 91 minutes
- Date de sortie : 
  - États-Unis : 11 mai 2012

## Distribution
- Cung Le : Ryan Hong
- Jean-Claude Van Damme (VF : Patrice Baudrier) : Tiano
- Peter Weller (VF : Patrick Floersheim) : M. V
- Monica Acosta : Pedestrian
- Kristopher Van Varenberg (VF : Stéphane Miquel) : le sergent Feldman
- Sam Medina : Biggie
- Crystal Mantecon : Rosanna
- Luis Da Silva Jr. (VF : Constantin Pappas) : Dash
- Edrick Browne : Antione
- Adam Sibley : Little Homie
- Eddie Rouse (VF : Laurent Morteau) : Beach
- Kasey Emas : Cecilia
- Michael Patrick Rogers : membre du gang